# Stapelianthus pilosus
Stapelianthus pilosus är en oleanderväxtart som beskrevs av John Jacob Lavranos och Hardy. Stapelianthus pilosus ingår i släktet Stapelianthus och familjen oleanderväxter. Inga underarter finns listade i Catalogue of Life.